# Coldblooded
 (juin 2013).
Pour plus de détails, voir Fiche technique et Distribution.
Coldblooded est un film américain réalisé par Wallace Wolodarsky, sorti en 1995.

## Synopsis
Cosmo, minable bookmaker de la mafia affecté et vivant dans le sous-sol d'une maison de retraite, est promu au rang de tueur à gages par Gordon, parrain du crime. Il apprend son nouveau métier par Steve, un tueur chevronné. 
Un jour, il tombe amoureux d'un professeur de yoga, nommée Jasmine, mais ils ont vite contraint de trouver un moyen de quitter la foule afin qu'ils puissent être ensemble.

## Fiche technique
- Titre : Coldblooded
- Réalisation : Wallace Wolodarsky
- Scénario : Wallace Wolodarsky
- Musique : Steve Bartek
- Photographie : Robert D. Yeoman
- Montage : Craig Bassett
- Production : Michael J. Fox, Bradley Jenkel, Brad Krevoy, Steven Stabler et Matt Tolmach
- Société de production : Motion Picture Corporation of America, Polygram Filmed Entertainment, Propaganda Films et Snowback Productions
- Pays :  États-Unis
- Genre : Action, comédie et thriller
- Durée : 92 minutes
- Dates de sortie : 
  -  États-Unis : 15 septembre 1995

## Distribution
- Jason Priestley : Cosmo Reif
- Kimberly Williams-Paisley : Jasmine
- Peter Riegert : Steve
- Robert Loggia : Gordon
- Jay Kogen : John
- Janeane Garofalo : Honey
- Josh Charles : Randy
- David Anthony Higgins : Lance
- Doris Grau : Rose
- Anne Carroll (en) : le réceptionniste
- Buck McDancer : un homme
- Marcos A. Ferraez : l'homme avec Uzi
- Gilbert Rosales : l'homme avec une mallette
- Jim Turner : le docteur
- Michael J. Fox: Tim Alexander
- Talia Balsam : Jean Alexander